# 第59回全日本大学サッカー選手権大会
第59回全日本大学サッカー選手権大会は、2010年（平成22年）12月18日から2011年（平成23年）1月6日にかけて開催された全日本大学サッカー選手権大会である。関西大学が43年ぶり2回目の優勝を果たした。

## 出場校
| 地区   | 枠 | 出場チーム             | 出場           |
| ------ | -- | ---------------------- | -------------- |
| 北海道 | 1  | 北海道教育大学岩見沢校 | 2年連続3回目   |
| 東北   | 1  | 仙台大学               | 10年連続27回目 |
| 関東   | 4  | 明治大学               | 2年連続27回目  |
| 関東   | 4  | 筑波大学               | 2年ぶり32回目  |
| 関東   | 4  | 国士舘大学             | 2年ぶり23回目  |
| 関東   | 4  | 駒澤大学               | 2年連続14回目  |
| 東海   | 2  | 浜松大学               | 3年連続6回目   |
| 東海   | 2  | 中京大学               | 11年連続33回目 |
| 北信越 | 1  | 新潟経営大学           | 3年ぶり2回目   |
| 関西   | 3  | 阪南大学               | 2年ぶり13回目  |
| 関西   | 3  | 関西大学               | 8年連続17回目  |
| 関西   | 3  | 立命館大学             | 2年連続10回目  |
| 中国   | 1  | 広島修道大学           | 2年連続9回目   |
| 四国   | 1  | 高知大学               | 17年連続26回目 |
| 九州   | 2  | 福岡大学               | 11年連続35回目 |
| 九州   | 2  | 鹿屋体育大学           | 2年連続14回目  |

## 試合日程・結果

### 1回戦
| 2010年12月18日 11時30分 |

| 鹿屋体育大学 | 0 - 2 （延長戦） | 高知大学                         |
|              |                  | 芝野創太 99分 · 竹内宏次郎 105分 |

| 西が丘サッカー場 観客数: 約520人 主審: 竹田和雄 |

| 2010年12月18日 13時50分 |

| 明治大学 | 11 - 0 | 新潟経営大学 |
| 山本紘之 20分, 65分 · 久保裕一 26分, 45+1分, 63分 · 田中恵太 31分, 57分 · 黒木拓也 48分 (o.g.) · 三田啓貴 72分 · 星野皓太 88分, 90+2分 |        |              |

| 西が丘サッカー場 観客数: 約520人 主審: 笹沢潤 |

| 2010年12月18日 11時30分 |

| 駒澤大学                    | 2 - 0 | 広島修道大学 |
| 三宅徹 58分 · 大塚涼太 87分 |       |              |

| 栃木県グリーンスタジアム 観客数: 約400人 主審: 木川田博信 |

| 2010年12月18日 13時50分 |

| 中京大学                      | 2 - 0 | 阪南大学 |
| 藤牧祥吾 24分 · 齊藤和樹 30分 |       |          |

| 栃木県グリーンスタジアム 観客数: 約300人 主審: 大友一平 |

| 2010年12月18日 11時30分 |

| 北海道教育大学岩見沢校        | 2 - 3 （延長戦） | 浜松大学                                           |
| 鈴木雄太 63分 · 大西洋平 69分 |                  | 村松知輝 24分 · 水野翔介 30分 · 大石明日希 110+1分 |

| 平塚競技場 観客数: 約550人 主審: 塚田健太 |

| 2010年12月18日 13時50分 |

| 筑波大学               | 1 - 0 | 立命館大学 |
| 森谷賢太郎 50分 (pen.) |       |            |

| 平塚競技場 観客数: 約800人 主審: 篠藤巧 |

| 2010年12月18日 11時30分 |

| 国士舘大学                  | 2 - 3 | 関西大学                                      |
| 吉野峻光 34分 · 蓮沼優 63分 |       | 金園英学 15分 · 寺岡真弘 51分 · 安藤大介 70分 |

| プレイテック・スタジアム 観客数: 約500人 主審: 金井清一 |

| 2010年12月18日 13時50分 |

| 仙台大学      | 1 - 2 | 福岡大学                      |
| 菅井慎也 46分 |       | 永井謙佑 29分 · 石津大介 31分 |

| プレイテック・スタジアム 観客数: 約300人 主審: 恩氏孝夫 |

### 2回戦
| 2010年12月23日 11時30分 |

| 駒澤大学      | 1 - 2 | 中京大学                    |
| 肝付将臣 80分 |       | 藤牧祥吾 55分 · 森本良 88分 |

| 西が丘サッカー場 観客数: 約780人 主審: 中村太 |

| 2010年12月23日 13時50分 |

| 明治大学 | 0 - 2 | 高知大学                      |
|          |       | 福本圭 17分 · 香川大樹 90+3分 |

| 西が丘サッカー場 観客数: 約1,300人 主審: 河合英治 |

| 2010年12月23日 11時30分 |

| 関西大学      | 1 - 0 | 福岡大学 |
| 藤澤典隆 42分 |       |          |

| 平塚競技場 観客数: 約800人 主審: 山内宏志 |

| 2010年12月23日 13時50分 |

| 筑波大学              | 2 - 2 (PK戦3 - 1) | 浜松大学                      |
| 赤﨑秀平 54分, 90+3分 |                   | 神谷嶺輔 32分 · 村松知輝 75分 |

| 平塚競技場 観客数: 約550人 主審: 野田祐樹 |

### 準決勝
| 2010年12月26日 11時30分 |

| 筑波大学      | 1 - 2 | 関西大学            |
| 瀬沼優司 37分 |       | 藤澤典隆 78分, 84分 |

| 平塚競技場 観客数: 約1,000人 主審: 岡部拓人 |

| 2010年12月26日 13時50分 |

| 高知大学      | 1 - 2 | 中京大学                      |
| 西山巧真 27分 |       | 中田智久 48分 · 藤牧祥吾 68分 |

| 平塚競技場 観客数: 約1,000人 主審: 井上知大 |

### 決勝
| 2011年1月5日 14時00分 |

| 中京大学        | 1 - 2 （延長戦） | 関西大学                       |
| 中村亮太 90+4分 |                  | 金園英学 18分 · 奥田勇太 116分 |

| 国立霞ヶ丘競技場陸上競技場 観客数: 5,519人 主審: 飯田淳平 |

## 最終結果
| 第58回全日本大学サッカー選手権大会 優勝チーム |
| --------------------------------------------- |
| 関西大学 43年ぶり2回目                        |

### 表彰

#### 最優秀選手賞
- 奥田勇太（関西大学）

#### 優秀選手賞
- ベストGK: 金谷和幸（関西大学）
- ベストDF: 田中雄大（関西大学）
- ベストMF: 岡崎建哉（関西大学）
- ベストFW: 齊藤和樹（中京大学）

## 主な出場選手
FW
- 久保裕一 （明治大学）
- 齊藤和樹 （中京大学）
- 金園英学 （関西大学）
- 永井謙佑 （福岡大学）

MF
- 森谷賢太郎 （筑波大学）
- 佐光塁 （駒澤大学）
- 星野悟 （中京大学）
- 内藤洋平 （立命館大学）
- 井手口正昭 （阪南大学）
- 酒井貴政 （高知大学）
- 多田高行 （鹿屋体育大学）

DF
- 原田圭輔 （筑波大学）
- 金正也 （駒澤大学）
- 酒井隆介 （駒澤大学）
- 森本良 （中京大学）
- 前野貴徳 （立命館大学）
- 田中雄大 （関西大学）
- 實藤友紀 （高知大学）

GK
- 岡大生 （駒澤大学）